# Storeneset
Storeneset est une petite péninsule située dans la municipalité de Vanylven, dans le comté de Møre og Romsdal, en Norvège. 

## Géographie
Storeneset est situé dans la partie nord-ouest de la province, à environ 300 km au nord-ouest d’Oslo, la capitale. La densité de population autour de Storeneset est faible, avec environ 14 personnes par kilomètre carré. La ville la plus proche est Volda, à 9,5 km au nord-ouest de Storeneset.
Les autres localités les plus proches sont Larsnes (à 11,2 km de Storeneset), Bringsinghaug (à 13,3 km), Bryggja (à 23,6 km), Yksnøya (à 27 km), Runde (à 30,8 km), Brandal (à 42,6 km). Storeneset est à 10,5 km de la péninsule de Stad (Stadlandet), Kvilehytta sur la route de comté 61 (FV 61, à 15,1 km) et à 22,6 km du phare de Svinøy (Svinøy fyr).
Le climat est continental. La température moyenne annuelle est de -1° C. Le mois le plus chaud est celui de juillet, avec 12 °C de moyenne, et le mois le plus froid est février, avec -10°C.

## Histoire
Pendant la Seconde Guerre mondiale, l’armée allemande a construit quatre forts côtiers dans la région de Storeneset sur la péninsule de Stad et vers l’est le long du Rovdefjord jusqu’à Berknes. Ces forts côtiers faisaient partie des défenses allemandes contre une invasion alliée, et ils étaient tous sous le commandement du groupe d’artillerie Stadlandet. La voie de navigation de Måløy à Haugsholmen autour de la péninsule de Stad était exposée aux attaques des sous-marins alliés et aux raids aériens. En conséquence, la marine allemande a déployé 28 canons antiaériens d’un calibre de 20 mm à 105 mm sur la voie de navigation de Måløy à Åram, et au large de la péninsule de Stad 782 mines marines ont été posées en plusieurs grands champs de mines.
Les Allemands construisirent en 1942 un fort côtier à Storeneset sur la route d’Eltvik, avec six canons de campagne français de 155 cm, tournant sur de grande plate-formes, et plusieurs canons plus petits pour la défense rapprochée et la défense aérienne. Le but du fort côtier était de contrôler l’entrée du Vanylvsfjord, mais aussi de sécuriser le passage des navires et des convois. Le bunker qui servait de poste de commandement était situé sur le côté supérieur de la route, avec une bonne vue sur tout le Vanylvsfjord. Outre les positions des six gros canons de campagne, il y avait sur le promontoire des compartiments à munitions surélevés et des salles de garde. À travers le haut du promontoire, un tunnel a été creusé à la dynamite depuis l’emplacement du cinquième canon vers une caserne située à l’autre extrémité. Une grande partie du périmètre a été clôturée avec des barbelés, et 2456 mines terrestres ont été posées. Le nom allemand du fort était HKB 38./976 Eltevik. Son effectif était d’environ 127 officiers et soldats. Le fort a été prêt au combat en septembre 1942.
Le 14 mai 1945, le sous-lieutenant Dagfinn Aardal de Breim vint sur la péninsule de Stad pour organiser la prise de contrôle norvégienne sur les nombreuses installations allemandes. Au total, 8447 mines terrestres avaient été posées dans des champs de mines à Storeneset, Nolleneset près de Leikanger, à Borgundvåg et Borgund. En juillet 1945, sous la supervision des Norvégiens et Britanniques, les mines ont été retirées par un commando allemand. Deux Allemands ont perdu la vie et quatre autres ont été blessés dans ce travail. Le fort côtier a été nettoyé et fermé peu après la guerre. Les canons ont été envoyés à la ferraille, mais la moitié arrière des canon a été laissée dans leurs positions.